# Tekesta
Tequesta (Tekesta), pleme američkih Indijanaca s jugoistočnei obale Floride u blizini današnjeg Miamija. Novija istraživanja upućuju na to da bi porijeklo ovih Indijanaca moglo biti od aravačkih Taíno Indijnaca čija su plemena nastanjivala otoke Velikih Antila, a plemena kao što su Ais, Tekesta, Calusa kao i dijelovi Ciboney Indijanaca, njihovi predstavnici koji su u ranijem periodu kao vješti pomorci prodrli na ovaj dio američkog kontinenta. Prema Mooneyu, nepoznatog su jezičnog srodstva, manje ili vuiše podložni Calusama.

## Ime
Nije poznato. Kasik (Cacike) Pedro Guanikeyu Torres smatra da se naziv Tekesta, koji je po njemu ispravniji od Tequesta, smatra da dolazi od te (skraćeno od tei) u značenju 'biti' ili 'sačinjavati narod', + ké, =zemlja, i sta (sta ili ta, skraćeno od tai), u značenju 'dobar' (kao u riječi Taino), odnosno 'narod dobre zemlje'.

## Sela
Abayca.

## Porijeklo i jezik
Swanton ne zna kamo bi svrstao Tekesta pa zbog geografskog položaja smatra da bi mogli biti članovi jezične porodice Muskhogean. Prvi Muskhogean Indijanci koji su došli na floridski poluotok bili su preci današnjih Seminola, a prastanovništvo poluotoka već je gotovo uništeno. Tequeste s juga poluotoka i Timucua plemena sa sjevera mogli bi biti porijeklom od arawačkih plemena koja su nastanjivala veliki Velike Antile, uključujući Kubu, Bahame, Haiti, Jamajku i druge otoke, pa se i današnji Indijanci, potomci ovih starih plemena smatraju potomcima Taina, osnovavši suvremena plemena koja u svojim imenima imaju riječ Taino, kao Taino Timucua i Tekesta Taino Tribal Band of Bimini koji danas žive na Floridi (sa sjedištem u gradu Hialeah). 

## Povijest
Jedno od novijih angloameričkih mišljenja da su Tekeste na Floridu došle sa sjevera, nije ničime utemeljeno. Njihov jezik je izumro a sudeći po njihovom plemenskom imenu, i kako ga objašnjava poglavica Pedro Guanikeyu Torres, kao i imajući u vidu da su Arawaki veoma vješti pomorci i da su lako mogli doći do floridske obale, da su oni predstavnici Taino-Arawaka, kako to danas sami sebe i deklariraju.
U vrijeme kada u taj kraj dolaze prvi Španjolci, Tequeste su imali glavno naselje (Tequesta) 1513. na ušću rijeke Miami. Ovaj prvi posjetitelj bio je Juan Ponce de Leon. Teško prohodan močvarni teren na kojemu su živjeli Tequeste i susjedna plemena, ograničio je posjete njihovoj zemlji sve do 1567., kada Pedro Menéndez de Avilés podiže vojni garnizon i isusovačku misiju, nakon čega će Indijanci biti pokršteni. Plemena Tequesta, Calusa, Mayaimi, Jeaga, Ais i druga nenavikla na nove bolesti uskoro će im podleći. Godine 1763. posljednji ostaci ovog naroda, oko 80 obitelji napušta svoja plemenska zemljišta i odlaze za Havannu.

## Život i običaji
Tekeste su bili maleno pleme i jedno od prvih koje je naseljavalo jug Floride čija su se sela nalazila na ušću rijeke Miami, a po imenu su nam poznata Tekesta, Tavuacio, Janar, Cabista i Custegiyo.  Poput susjednih skupina toga kraja oni su bili ribari, lovci i sakupljači, osobito orijentirani prema vodama koje su ih okruživale, osobito vode rijeke Miami i zaljeva Biscayne Bay. Ribe, školjkaši, kornjačina jaja i drugo ulazili su u njihovu prehranu. Muškarci su hvatali morske krave (manatee) koje su vrijedile za veliku deliciju i posluživale su se samo poglavicama i važnijim vođama i veće vrste riba, morskih pasa i isara. 
Sakupljali su razne vrste divljeg voća i bilja i hvatali u Evergladesu medvjede, jelene, divlje svinje (Sus scrofa) i manje sisare. Brašno su znali izrađivati mrvljenjem korijenja raznog bilja. Za izradu oruđa koristili su se ljušturama školjaka i zubi morskih pasa kojima su dubli debla za izradu kanua. 

## Vanjske poveznice
- Tekesta Taino Tribal Band of Bimini, Florida